# Haplomaro
Haplomaro Miller, 1970 è un genere di ragni appartenente alla famiglia Linyphiidae.

## Distribuzione
L'unica specie oggi attribuita a questo genere è stata reperita nell'Angola.

## Tassonomia
A dicembre 2011, si compone di una specie:
- Haplomaro denisi Miller, 1970[3] — Angola